# Chauliodus macouni
Espèce
Chauliodus macouni, le poisson-vipère du Pacifique ou chauliode féroce, est une espèce de poissons-vipères de la famille des stomiidés.

## Description
Chauliodus macouni est un poisson des grands fonds (jusqu'à plus de 4 000 m), de forme très allongée, aux gros yeux, à mâchoire garnie de longues dents recourbées. Celles-ci l'empêchent de fermer la  bouche, tant elles sont longues et tranchantes. Ce poisson abyssal mesure jusqu'à 300 mm de longueur et pèse une vingtaine de grammes. Sa couleur varie du brun foncé à noir. Il possède dans sa bouche un organe fluorescent, qui lui permet d'attirer des proies dans l'espace très peu lumineux des Abysses. Son ventre est orné d'une rangée de photophores.

## Noms vernaculaires
Dans le monde francophone Chauliodus macouni est aussi appelé « chauliode féroce » ou, plus couramment, « poisson-vipère du Pacifique », une dénomination vernaculaire qui se traduit, dans le monde anglophone, par « Pacific viperfish » et, en espagnol, « Víbora del Pacífico »,.

## Habitat, répartition
Chauliodus macouni est une espèce marine qui peuple le Pacifique Nord, principalement la côte ouest de l'Amérique du Nord,. Il vit entre 20 et 4 390 m de profondeur.